# Pietro Mário
Pietro Mário Francesco Bogianchini (Omegna, 29 de junho de 1939 – Rio de Janeiro, 31 de agosto de 2020) foi um ator, apresentador e dublador ítalo-brasileiro.

## Biografia
Protagonizou o herói infantil Capitão Furacão por cinco anos na década de 1960, na Rede Globo, além de ter atuado em várias novelas da emissora, como Sinhazinha Flô, Olhai os Lírios do Campo, Eu Prometo, entre outras.
Como dublador, destaca-se o personagem Tony Soprano (James Gandolfini) na série The Sopranos,
Dublou o personagem Zilean do jogo eletrônico League of Legends, Deckard Cain em Diablo III, Rafiki do filme O Rei Leão, o Sr. Ping da franquia Kung Fu Panda, além de Capitão Caverna, desenho animado de Hanna-Barbera e Yoda, da saga Star Wars.
Interpretou um médico no filme M8 – Quando a Morte Socorre a Vida, de Jeferson De.

### Morte
Em maio de 2020, Pietro Mário foi internado após ter sido infectado com a COVID-19, mas se curou do vírus. Porém, logo depois, teve outras complicações e precisou ser internado novamente, sofrendo uma série de AVCs (acidente vascular cerebral) durante a internação. Em 31 de agosto de 2020, morreu aos 81 anos de idade, no Rio de Janeiro, vítima de uma parada cardíaca.

## Filmografia

### Televisão
| Ano     | Título                           | Papel                                          | Nota                                 | Emissora      |
| ------- | -------------------------------- | ---------------------------------------------- | ------------------------------------ | ------------- |
| 1965–70 | Capitão Furacão                  | Capitão Furacão                                |                                      | TV Globo      |
| 1970    | Irmãos Coragem                   | Venâncio                                       |                                      | TV Globo      |
| 1972    | Jerônimo, o Herói do Sertão      | Miguel Turco                                   |                                      | Rede Tupi     |
| 1974    | O Espigão                        | Batista                                        |                                      | TV Globo      |
| 1974    | Shazan, Xerife e Cia             | Episódio: "A Bicicleta Voadora"                |                                      | TV Globo      |
| 1975    | Senhora                          | Távora                                         | [ 12 ]                               | TV Globo      |
| 1975    | A Moreninha                      | Padre                                          | [ 13 ]                               | TV Globo      |
| 1976    | O Casarão                        | Amigo de João Maciel                           | [ 14 ]                               | TV Globo      |
| 1977    | Sinhazinha Flô                   | Orvietto                                       |                                      | TV Globo      |
| 1978    | Gina                             | Isaías                                         |                                      | TV Globo      |
| 1978    | A Sucessora                      | Padre Eládio                                   |                                      | TV Globo      |
| 1979    | Aplauso                          | Episódio: "Deu porco na cabeça"                |                                      | TV Globo      |
| 1979    | Carga Pesada                     | Heraldo                                        | Episódio: "O Arrocho"                | TV Globo      |
| 1980    | Carga Pesada                     | Padre                                          | Episódio: "Em Nome da Santa"         | TV Globo      |
| 1980    | Olhai os Lírios do Campo         | Diretor da Faculdade                           |                                      | TV Globo      |
| 1983    | Eu Prometo                       | —                                              |                                      | TV Globo      |
| 1984    | Marquesa de Santos               | —                                              |                                      | Rede Manchete |
| 1986    | Mania de Querer                  | —                                              |                                      | Rede Manchete |
| 1988    | Abolição                         | José Relvas                                    |                                      | TV Globo      |
| 1999    | Terra Nostra                     | Benetti                                        |                                      | TV Globo      |
| 2001    | Porto dos Milagres               | Padre                                          |                                      | TV Globo      |
| 2002    | Esperança                        | Juiz Rodrigues                                 |                                      | TV Globo      |
| 2003    | Chocolate com Pimenta            | Dr. Nicanor                                    |                                      | TV Globo      |
| 2005    | Como uma Onda                    | Seu Capiba                                     |                                      | TV Globo      |
| 2005    | Alma Gêmea                       | Médico                                         | [ 15 ]                               | TV Globo      |
| 2006    | Sinhá Moça                       | Senhor na estação de trem                      |                                      | TV Globo      |
| 2006    | Cobras & Lagartos                | Padre do casamento de Bel e Estevão            | Episódio: "27 de junho"              | TV Globo      |
| 2007    | Páginas da Vida                  | Padre Afonso                                   | Episódio: "3 de março"               | TV Globo      |
| 2007    | Bicho do Mato                    | Raul Sampaio (Senhor X)                        | Episódio: "20 de março"              | Rede Record   |
| 2007    | Pé na Jaca                       | Juiz de paz                                    |                                      | TV Globo      |
| 2007    | Sete Pecados                     | Eurípedes                                      | Episódio: "22 de agosto"             | TV Globo      |
| 2008    | Duas Caras                       | Fernando Pereira Salles Prado                  | Episódio: "7 de janeiro"             | TV Globo      |
| 2008    | Casos e Acasos                   | Episódio: "A Noiva, o Desempregado e o Fiscal" |                                      | TV Globo      |
| 2008    | Malhação                         | Luís                                           |                                      | TV Globo      |
| 2008    | A Favorita                       | Padre José                                     | Episódio: "17 de outubro"            | TV Globo      |
| 2008    | Os Mutantes: Caminhos do Coração | Dr. Sabiá                                      |                                      | Rede Record   |
| 2009    | Acampamento de Férias            | Idoso                                          |                                      | TV Globo      |
| 2010    | O Relógio da Aventura            | Motorista do fusca                             |                                      | TV Globo      |
| 2010    | S.O.S. Emergência                | Valdeci                                        | Episódio: "Hoje é Dia de Isaac"      | TV Globo      |
| 2012    | As Brasileiras                   | Senhor na platéia                              | Episódio: "Maria do Brasil           | TV Globo      |
| 2012    | Guerra dos Sexos                 | Luigi                                          |                                      | TV Globo      |
| 2012    | Balacobaco                       | Cientista                                      | Episódio: "10 de dezembro"           | Rede Record   |
| 2013    | Detetives do Prédio Azul         | Papai Noel                                     | Episódio: "O Natal foi Confiscado"   | Gloob         |
| 2014    | Em Família                       | Pai                                            |                                      | TV Globo      |
| 2016    | Êta Mundo Bom!                   | Tio Walter Araújo                              | Episódios: "11–14 de janeiro"        | TV Globo      |
| 2017    | Pega Pega                        | Realejo em Foz do Iguaçu                       | Episódio: "6 de junho"               | TV Globo      |
| 2017    | Novo Mundo                       | Orozimbo Garcia                                | Episódios: "19 de junho–15 de julho" | TV Globo      |
| 2018    | Deus Salve o Rei                 | Patriarca da Fé de Montemor                    | Episódios: "16 de março–28 de junho" | TV Globo      |
| 2018    | O Mecanismo                      | Mario Garcez Brito (Mago / Bruxo)              |                                      | Netflix       |
| 2018    | Magnífica 70                     | Chefe da cooperativa de transportes            | Episódio: "O Caos"                   | HBO Brasil    |

### Cinema
| Ano  | Título                             | Papel                 | Notas          |
| ---- | ---------------------------------- | --------------------- | -------------- |
| 1966 | Engraçadinha Depois dos Trinta     | Durval                |                |
| 1968 | A Noite do Meu Bem                 | Rapaz que ama Dolores |                |
| 1972 | Os Machões                         | —                     |                |
| 1976 | Zeca e Juca                        | —                     |                |
| 2001 | Memórias Póstumas                  | Almirante             |                |
| 2001 | Copacabana                         | Enrico                |                |
| 2004 | Irmãos de Fé                       | Senhor do sequestro   |                |
| 2004 | A hora do Galo                     | Amigo                 | Curta-metragem |
| 2005 | Lúcia e a Mala                     | Zelador               | Curta-metragem |
| 2007 | Meteoro                            | Dr. Raffaldi          |                |
| 2010 | Chico Xavier                       | Pai que chora         |                |
| 2013 | Pietro                             | Pietro                | Curta-metragem |
| 2014 | Vermelho Brasil                    | Pay Lo                |                |
| 2015 | O Duelo                            | José Paulo            |                |
| 2015 | Dom                                | Dom                   | Curta-metragem |
| 2016 | Maresia                            | Inácio Cabreira       |                |
| 2017 | As Aventuras do Pequeno Colombo    | Stilpen velho (voz)   |                |
| 2020 | M8 - Quando a Morte Socorre a Vida | Dr. Salomão           |                |
| 2020 | A Gruta                            | Padre Gabriel         |                |